# Distretto di Kyela
Il distretto di Kyela è un distretto della Tanzania situato nella regione di Mbeya. È suddiviso in 15 circoscrizioni (wards) e conta una popolazione di 221 490 abitanti (censimento 2012). 